# Średnica (województwo wielkopolskie)
Średnica (do 31 grudnia 1981 Wielka Bieda) – wieś w Polsce położona w województwie wielkopolskim, w powiecie czarnkowsko-trzcianeckim, w gminie Czarnków. Kiedyś nazywała się Wielka Bieda, nazwę zmieniono na prośbę mieszkańców.
W latach 1975–1998 miejscowość położona była w województwie pilskim.